# Joachim von der Lühe (Klosterhauptmann)
Joachim von der Lühe (* 3. April 1526 in Vogelsang; † 9. Juni 1588 in Güstrow) war mecklenburg-güstrowscher Hofmarschall und Geheimer Rat, Klosterhauptmann und Landwirt.

## Leben
Joachim von der Lühe war ein Sohn des Gutsbesitzers Otto von der Lühe auf Vogelsang und dessen Ehefrau Livia, geborene von Rohr.
Im Alter von 12 Jahren wurde Joachim 1538 auf die Universität nach Rostock geschickt, dann weiter nach Leipzig. Nach Unruhen in Leipzig wegen der lutherischen Lehre zog er 1546 mit seinem Wirt Lussel nach Freyburg. 1547 wieder in Mecklenburg, setzte er sein Studium im Herbst 1547 in Leipzig fort. Bei einem Versuch an der Magdeburger Belagerung teilzunehmen, geriet er 1550 bei Aschersleben gemeinsam mit Georg von Mecklenburg in Gefangenschaft und wurde am 19. Dezember 1550 für mehrere Monate in die Kasematten in Magdeburg eingebracht. Nach der Kapitulation der Stadt Magdeburg zog er mit 10 Pferden nach den Niederlanden, um sich noch eine Weile im Kriegswesen zu versuchen. Als Herzoglicher mecklenburgischer Oberst wurde er vom Herzog Ulrich von Mecklenburg zu seinem Mundschenk ernannt. Joachim von der Lühe wurde am 19. Mai 1564 zum Hofmarschall und Geheimen Rat am Güstrower Hof ernannt.
1566 wurde er zum Reichstag nach Augsburg gesandt, wo die Reichswährung neu geregelt wurde. Von dort ging es nach Venedig und 1568 an den kaiserlichen Hof zu Maximilian II. nach Wien. Schon 1565 ernannte Kaiser Maximilian II. Schweriner Domherren, Doktoren der Rechte und Joachim von der Lühe aus Püttelkow als Mitglieder einer Kommission im Reichskammergerichtsprozess des Klosters Dobbertin mit Propst, Priorin und dem Konvent gegen Claus von Cramon auf Woserin wegen des Sees zu Woserin. Sie sollen in einer gesetzlichen Frist Zeugen vernehmen und dem Reichskammergericht berichten. Doch das Endurteil vor dem Reichskammergericht erging erst am 29. April 1580, auch im Beisein von Joachim von der Lühe. Die Urkunde mit dem Konventsiegel wurde durch Mäusefraß stark beschädigt. Als Gesandter Herzog Ulrichs war von der Lühe 1569 wegen dänischer Angelegenheiten um die Ostseeherrschaft in Kopenhagen.
Ab 1569 war er noch als Provisor im Dobbertiner Nonnenkloster und ab 1572 dann Klosterhauptmann im Dobbertiner Landeskloster tätig. 1576 ging er als Minister nach Braunschweig zur Klärung von Streitigkeiten zwischen Herzog Julius zu Braunschweig–Lüneburg und der Stadt Braunschweig. Während der Abwesenheit von Herzog Julius war Heinrich von der Lühe, der acht Jahre jüngere Bruder von Joachim, dort Statthalter.
In den zwischen Dänemark und Holstein herrschenden Lehnsstreitigkeiten über das Herzogtum Schleswig war Joachim von der Lühe mit Dr. Heinrich Husan im Auftrage Herzog Ulrichs als Vermittler vom 3. bis 26. März 1579 in den Verhandlungen zu Odense wirksam gewesen, wo am 25. März 1579 ein Vergleich erfolgte. Am 28. März 1579 bezeugte sogar König Friedrich II. dem Herzog Ulrich, dass seine Gesandten einen getreuen und mühseligen Fleiß, Geschicklichkeit und Sorgsamkeit bei den Verhandlungen in Odense zeigten. Im Juni 1579 war er im Auftrag von Herzog Ulrich bei der Verhandlung zwischen Hamburg und Dänemark wegen des Elbschiffahrtsstreites in Flensburg und zuvor in Lüneburg bei der Schlichtung des Rechtsstreits zwischen Holstein und dem Stift Lübeck wegen der Besteuerung Lübecker Güter in Holstein. Ebenso bewährte sich Johann von der Lühe als Vermittler in der Verhandlung des Erbschaftsstreites zwischen Dänemark und Holstein über den Nachlass des 1580 verstorbenen Herzogs Johann des Aelteren zu Hadersleben, zu der ihn Herzog Ulrich vom 26. Juni bis 15. August 1581 nach Flensburg sandte. Über die Aufgaben als Unterhändler und die Stimmung der Fürsten in den Verhandlungen berichtete sogar Johannes Caselius in der Leichenpredigt laudatio Joachimi Luhii vom September 1588.
1582 begleitete Joachim von der Lühe Herzog Ulrich auf dessen Fahrt zum Reichstag nach Augsburg. Mit 220 Pferden, 16 Kutschen, 10 Rüstwagen und mehr als 100 Personen durchzog Herzog Ulrich, nebst Gemahlin und beiden Neffen, in 34 Tagen vom 9. Mai bis zum 13. Juni 1582 die auf 97 Meilen geschätzte Wegstrecke bis Augsburg. Sie wurden dort vom Kaiser Rudolph II. empfangen und blieben sechs Wochen lang.
1583 zog von der Lühe in das ab 1580 für ihn durch den Hofbaumeister Philipp Brandin erbaute Haus am Domplatz 16. Von 1629 bis 1631 war dort Wallensteins Hofgericht und danach war das Mecklenburgische Landgericht ansässig. 1584 wurde er zum Statthalter ernannt, als Herzog Ulrich zur Beerdigung des verstorbenen Königs Friedrich II. nach Dänemark reiste. 1586 förderte Joachim durch Stipendien an Verwandte und arme Predigersöhne deren Studium der Theologie. 1586 stiftete er den Taufstein für die Klosterkirche in Dobbertin.
Joachim von der Lühe starb 1588 unverheiratet in Güstrow. Seine Leichenpredigt hielt Johannes Caselius.

### Klosterhauptmann im Kloster Dobbertin
Da sich niemand fand, die vacante Stelle als Provisor während der Reformationsjahre mit den ständigen Visitationen im Dobbertiner Nonnenkloster zu übernehmen, wählten die mecklenburgischen Landstände am 8. Februar 1569 Joachim von der Lühe.  Die Visitationskommission erreichte in den Jahren wenig, daher sollte Joachim von der Lühe mithelfen, das Papsttum im Kloster endgültig abzuschaffen, die Kirche ansehnlig zu verbessern und die Reformation durch zusetzen. Doch erst Anfang 1570 ließ sich auff sonderliche vnterhandlung unser Hofmarschalck Joachim vonn der Luhe erst auf besondere fürstliche Unterredung zu bewegen, die Stelle eines Klosterhauptmanns anzunehmen. Am 13. März 1570 war die Visitationskommission mit den Theologieprofessoren Dr. Conrad Becker und Dr. Simon Pauli für einen Tag im Nonnenkloster. Der Klosterhauptmann Joachim von der Lühe und der neu eingesetzte Pastor Joachim Kröger hatten über die Durchsetzung der neuen Kirchenordnung und Abschaffung der alten Riten und Zeremonien zu berichten. Die letzte Visitation auf Anordnung von Herzog Ulrich fand im Kloster Dobbertin am 27. März 1578 statt. Neben dem Klosterhauptmann Joachim von der Lühe nahmen hier auch die Klosterprovisoren Jürgen von Below auf Kargow, Johann von Linstow auf Bellin und Claus von Oldenburg auf Gremmelin teil. Am 17. Januar 1579 schloss der Klosterhauptmann Joachim von der Lühe mit seinen Provisoren zum Tag des mecklenburgischen Umschlag in Rostock mit dem Bürgermeister und dem Rat einen Vertrag zu Einkünften, deren Zinsen jährlich dem Kloster gezahlt werden sollten.
Nach der Umwandlung in ein Landeskloster erfolgte die Verwaltung des Dobbertiner Klosterbesitzes durch den Klosterhauptmann als Geschäftsführer mit seinen Provisoren und dem Küchenmeister als Finanzbeamten. Der Konvent im dortigen Damenstift wurde von einer auf Lebenszeit gewählten Vorsteherin geleitet. In Dobbertin war es 1581 die Domina Margarethe von Pritzbuer.
Nach dem Tode des Klosterhauptmanns Joachim von der Lühe wurde durch Herzog Ulrich am 2. November 1588 der Landrat Joachim von Bassewitz auf Levetzow zum Hauptmann, Vorsteher und Verwalter des Klosters bestätigt.

### Taufstein in der Klosterkirche

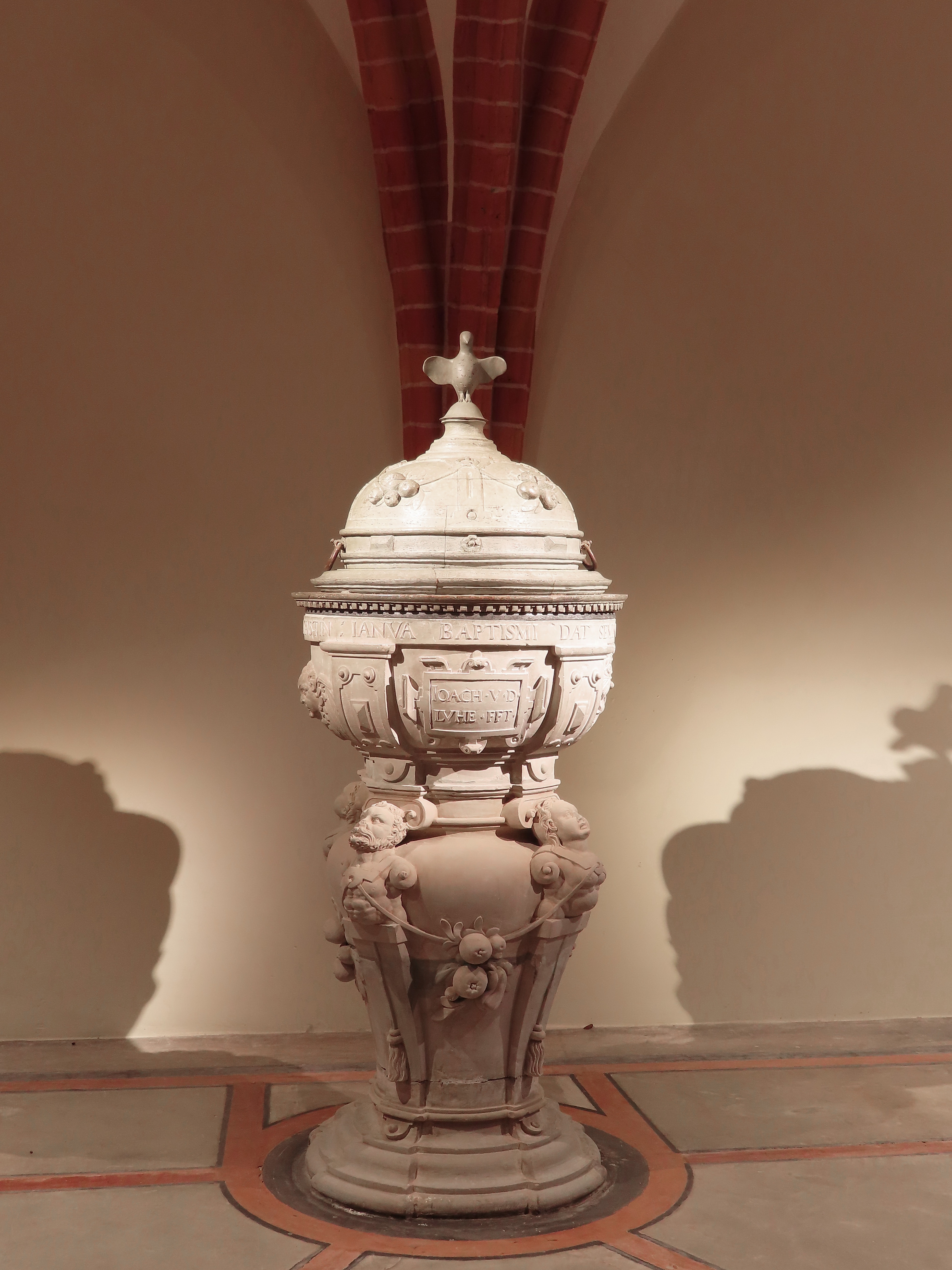
Sandsteinfünte in der Klosterkirche Dobbertin (2020)

Joachim von der Lühe zählte zu den wichtigsten adligen Auftraggebern des Bildhauers Philipp Brandins. Obgleich archivalische Belege fehlen, stammt die Sandsteinfünte in der Dobbertiner Klosterkirche aus der Werkstatt Brandins. Laut Inschrift der Kartuschen ANNO DOMINI M. D. XXCVI. wurde der Taufstein 1586 vollendet und nach JOACH. V. D. LVHE. FFT. von Joachim von der Lühe dem Kloster Dobbertin, nun als Landeskloster, gestiftet.
Stilistisch ist die Taufe als typisches Werk der mecklenburgischen Renaissance niederländischer Prägung anzusehen. Er ist in Vasenform, kelchartig und plastisch reich verziert mit Hermenpilastern, Fruchtgehängen und Beschlagwerk und einem geschnitzten Eichendeckel, auf dem eine Taube als Symbol für den Heiligen Geist sitzt. Der obere Teil des Taufbeckens zeigt einen geflügelten Engelskopf, das Lühesche Wappen und zwei Kartuschen aus Roll- und Beschlagwerk sowie eine umlaufende Inschrift am Rand des Beckens. Die Umschrift lautet AVGVSTIN IANVA BAPTISMI DAT SEMINA CHRISTIANISMI ANNO 1586.
Durch die etwas grobe Ausführung der Details und der Figuren am Mittelteil wird vermutet, dass hier auch seine Gesellen mitwirkten. Der Eichendekel mit der neu geschnitzten Taube wurde nach der Restaurierung Ende März 2020 wieder auf den Taufstein gelegt wurde.

### Güstrow, Domplatz 16

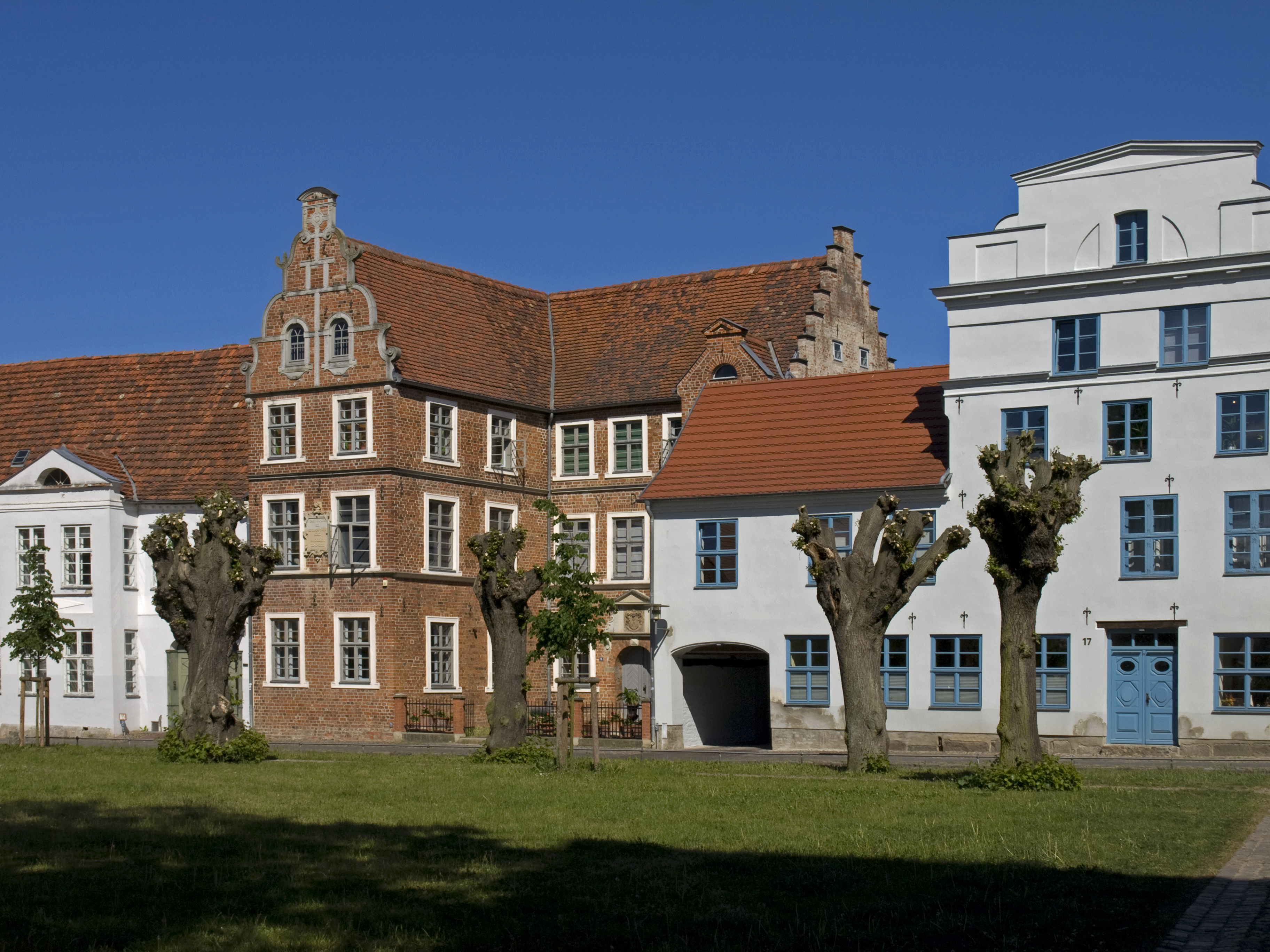
Haus der Familie von der Lühe mit Backsteinfassade am Domplatz 16 in Güstrow (2012)

Das bedeutendste, besser als Wallensteins Hofgericht bekannte Gebäude ist das 1583 im Stil der niederländischen Backstein-Renaissance errichtete Haus am Domplatz 16. Über Jahrhunderte bau- und personengeschichtlich geprägt, ist es in Güstrow von städtebaulicher Bedeutung.
Herzog Ulrichs Hofmarschall Joachim von der Lühe erwarb das Grundstück als Dobbertiner Klosterhauptmann am 27. Oktober 1580 von der Güstrower Domkirche. Es war ein zur Thurmkirche gehöriger Platz mit darauf stehenden alten Mauerwerk und einem Häuselein in Holzwerk gebauet. Das von der Lühe'sche Haus wurde durch den niederländischen Hofbaumeister und Bildhauer Philipp Brandin gebaut, der nach dem Güstrower Schlossbrand den dortigen nordöstlichen Schlossflügel wieder errichtet hatte. Der mit Sandstein verzierten Backsteinfassade als Markenzeichen des Giebels gilt die besondere Aufmerksamkeit. Denn über der Eingangstür befindet sich auf einer Sandsteintafel das Lühesche Wappen. Dort ist eine Widmung JOACH. V. D. LVHE SIBI ET GRATAE POSTE RITATI ANNO DOMINI CICDXXCIII. auf der ornamentierten niederländischen Rahmenkartusche mit Fruchtgehängen ist zu lesen: Joachim v. d. Lühe sich und der dankbaren Nachwelt im Jahre des Herren 1538. Bemerkenswert sind auch im Gebäude die verschiedenartigen Schmuckdecken. So das scheinbare Kreuzgewölbe mit den Stuckelementen im Erdgeschoß, die Rokokostuckdecke im ersten Obergeschoß und die nadelholzsichtigen Holzbalkendecken im zweiten Obergeschoß. Die Treppenanlage besteht aus einer massiven Steintreppe in den Keller und einer dreiläufigen hölzernen Wangentreppe bis zum zweiten Obergeschoß.
Der Baumeister Philipp Brandin wurde am 24. August 1583 von Herzog Ulrich noch vor Fertigstellung des Hauses zum Hofbaumeister mit einem jährlichen Gehalt von 50 Talern bestellt. Die Fertigstellung war aber 1583, wie die Buchstaben I. V. D. L. an den eisernen Ankern im Vorhofe belegen.
Da Joachim von der Lühe unverheiratet war, ging das Lühesche Haus nach 1588 an Dietrich von Hobe auf Wasdow über. Dieser verkaufte es am 28. Februar 1629 an Wallenstein, der es zum Sitz der Justizkanzlei umwandelte. Von 1708 bis 1825 war es der Sitz des Hof- und Landgerichts. Danach wurde das Gebäude von der Domschule als Bürgerschule genutzt.

### Epitaph im Dom

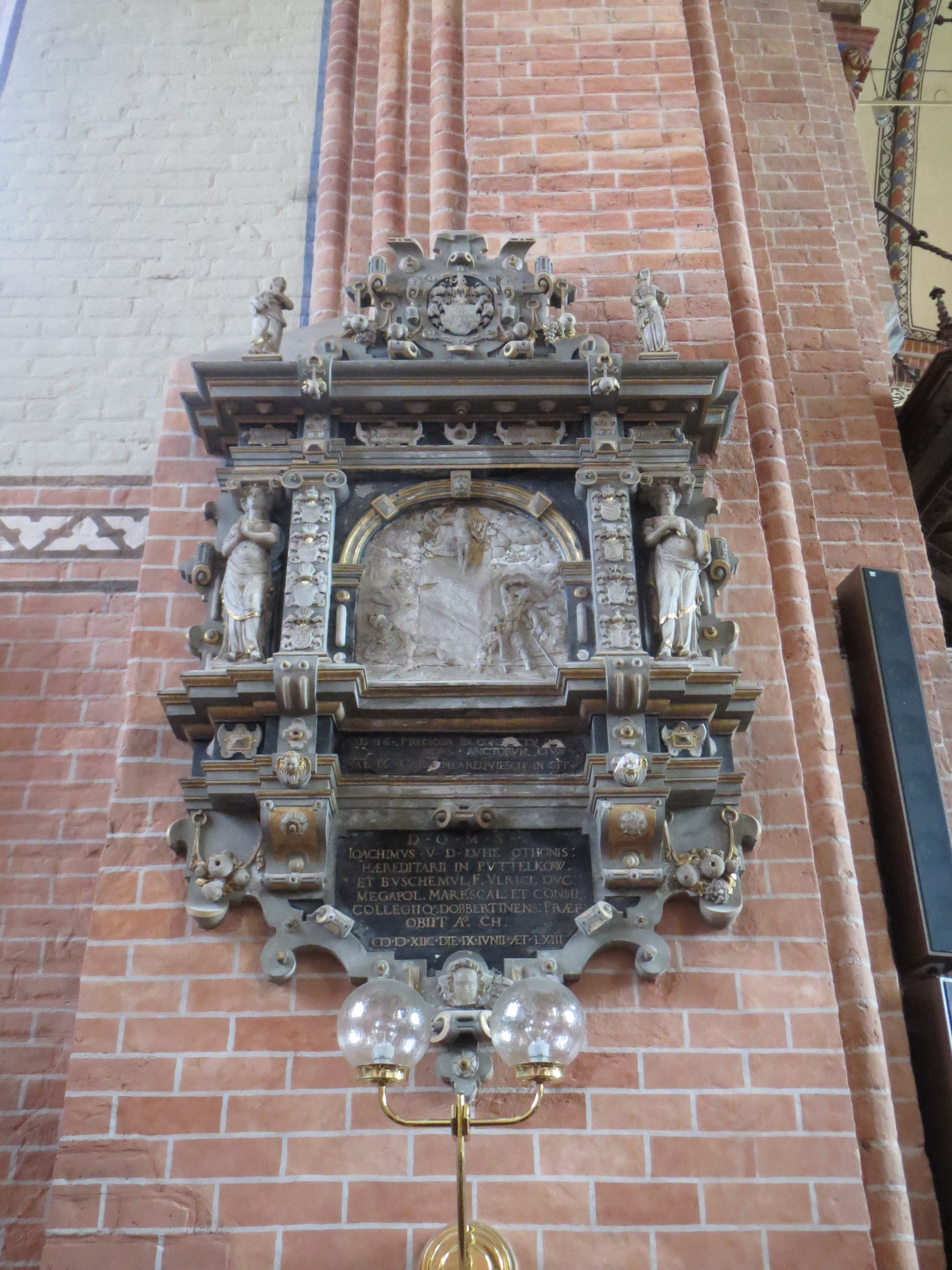
Epitaph von Joachim von der Lühe im Dom zu Güstrow (2014)

An der Ostwand im nördlichen Querhaus  des Güstrower Domes hängt das in verschiedenen Materialien nach niederländischen Vorlagegraphikengen gearbeitete Epitaph des 1588 im Alter von 63 Jahren verstorbenen Hofmarschalls Joachim von der Lühe. Das Epitaph stammt aus der Werkstatt des Philipp Brandin und wurde in den 1590er Jahren geschaffen.
Schriftliche Erwähnung fand das Epitaph schon 1726 als: Ein Epitaphium von Grau-Stein mit Alabaster-Zierath, nahe an der Canzel. D. O. M. S. Joachimus v. d. Lühe, Othonis Haerditarii in Puttelkow & Buschemul. F. Ulrici Due. Collegiig. Dobbertineus. Praef. Obiit Annch. die IX. Junii aet. LXIII.

## Quellen

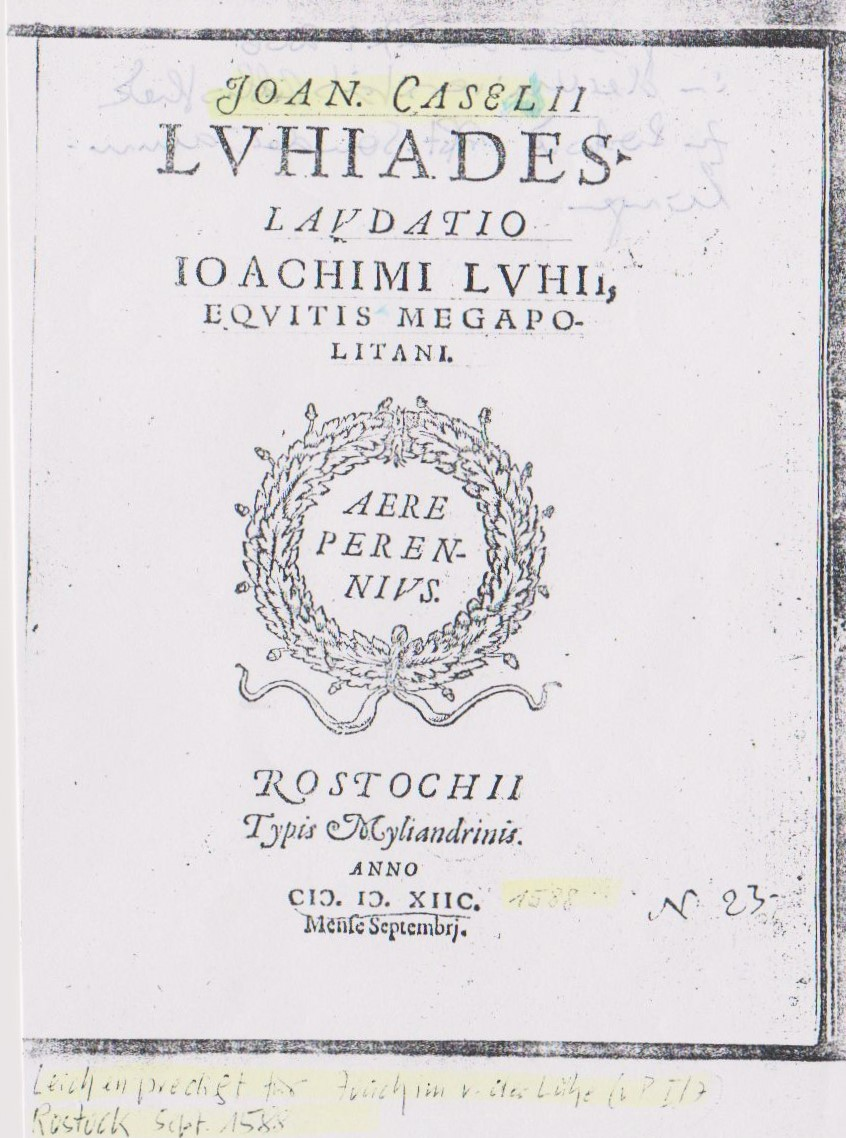
Leichenpredigt Joachim von der Lühe (1588)

### Gedruckte Quellen
- Mecklenburgische Jahrbücher (MJB)

### Ungedruckte Quellen
- Landeshauptarchiv Schwerin (LHAS)
  - LHAS 1.5-4/3 Urkunden Kloster Dobbertin. Regesten Nr. 221. 225, 228.
  - LHAS 2.11-2/1 Auswärtige Beziehungen einschl. Reich. Nr. 575, 732.
  - LHAS 2.12-2/4 Regierungskollegien und Gerichte. Nr. 1076, 1078.
  - LHAS 2.12-3/2 Klöster und Ritterorden. Dobbertin, Nr. 8, 49. Klosterhauptmann Joachim von der Lühe 1588.
- Stadtarchiv Ribnitz
  - Kloster Dobbertin. D 59/2 Joachim von der Lühe.
- Universität Rostock
  - UB, Abt. Sondersammlungen, Leichenpredigten LB I/7 LVHIADES LAVDATIO JOACHIMI LVHII EQVITIS MEGAPOLITANI, Joachim von der Lühe, September 1588 von Prof. Johannes Caselius zu Rostock.